# 李溥 (景泰進士)
李溥（1422年—？），字大濟，直隸大名府長垣縣人，軍籍，明朝政治人物。同進士出身。

## 生平
順天府鄉試第一百十四名。景泰五年（1454年）甲戌科進士。成化二年（1466年）任常山县知县，曾主修《常山县志》。升潁州知州。

## 家族
曾祖父李文瑞。祖父李士原。父亲李純，曾任固堤塲副使。